# Djurgårdens IF Fotboll 1930/1931
Djurgårdens IF Fotboll spelade i dåvarande Division 3 Östsvenska 1930/1931. Man vann serien men förlorade kvalet mot Skärgårdens IF. Hemmasnittet denna säsong var 371. Bäste målskytt blev Erik Lindbom med 23 mål.